# La Sarabande des pantins
Pour plus de détails, voir Fiche technique et Distribution.
La Sarabande des pantins (O. Henry's Full House) est un film à sketches américain en noir et blanc réalisé par Henry Hathaway, Howard Hawks, Henry King, Henry Koster et Jean Negulesco, et sorti en 1952.

## Synopsis
Le film est composé de cinq historiettes adaptées de cinq nouvelles de l'écrivain O. Henry (1862-1910).
(Voir ci-dessous les sections détaillées, les histoires n'ayant aucun rapport entre elles)

## Fiche technique
- Titre original : O'Henry's Full House
- Titre français : La Sarabande des pantins
- Réalisation : voir ci-dessous
- Scénario : voir ci-dessous, d'après les nouvelles de O. Henry
- Direction artistique : Chester Gore, Addison Hehr, Richard Irvine, Lyle R. Wheeler, Joseph C. Wright (non crédités)
- Décors : Claude E. Carpenter, Thomas Little, Bruce MacDonald, Fred J. Rode (non crédités)
- Costumes : Edward Stevenson (non crédité)
- Musique : Alfred Newman
- Production : André Hakim
- Société de production : 20th Century Fox
- Société de distribution : 20th Century Fox
- Pays de production : États-Unis
- Langue : anglais
- Format : Noir et blanc - 35mm - son mono
- Durée :
- Dates de sortie : 
  - États-Unis : 16 octobre 1952
  - France : 29 mai 1953

## Distribution
Par ordre d'apparition au générique :
- Fred Allen
- Anne Baxter (VF : Françoise Gaudray)
- Jeanne Crain
- Farley Granger
- Charles Laughton
- Oscar Levant
- Marilyn Monroe (VF : Madeleine Briny)
- Jean Peters (VF : Claire Guibert)
- Gregory Ratoff
- Dale Robertson
- David Wayne
- Richard Widmark (VF : Jean Daurand)
- Richard Garrick
- Kathleen Freeman
- Philip Tonge
- May Wynn (prologue, non créditée)

## Sketches

### The Cop and the Anthem
- Titre français : Le Policier et le Motet
- Réalisation : Henry Koster
- Scénario : Lamar Trotti
- Image : Lloyd Ahern (non crédité)
- Montage : Nick DeMaggio (non crédité)
- Distribution : 
  - Charles Laughton : Soapy
  - Marilyn Monroe (VF : Madeleine Briny) : une prostituée
  - David Wayne : Horace
  - Philip Tonge (non crédité) : l'homme au parapluie
- Synopsis : Soapy est un clochard à New York qui va tout entreprendre pour se faire emprisonner afin de se mettre à l'abri d'un froid hiver. Par exemple, il accoste une femme dans la rue en espérant qu'elle appellera la police mais il s'agit d'une prostituée, alors il s'en va. Il a un ami nommé Horace.

### The Clarion Call
- Titre français : L'Appel du clairon
- Réalisation : Henry Hathaway
- Scénario : Richard L. Breen
- Image : Lucien Ballard (non crédité)
- Montage : Nick DeMaggio (non crédité)
- Distribution :
  - Dale Robertson : Barney Woods
  - Richard Widmark (VF : Jean Daurand) : Johnny Kernan
  - Richard Rober : le chef de police
  - Herb Vigran : un joueur de poker
- Synopsis : Le policier Barney doit de l'argent à un mauvais garçon, Johnny, et se trouve plus qu'embarrassé pour dénoncer un crime commis par celui-ci.

### The Last Leaf
- Titre français : La Dernière Feuille
- Réalisation : Jean Negulesco, assisté d'Erich von Stroheim et Jasper Blystone
- Scénario : Ivan Goff, Ben Roberts
- Image : Joseph MacDonald (non crédité)
- Montage : Nick DeMaggio (non crédité)
- Distribution : 
  - Anne Baxter (VF : Françoise Gaudray) : Joanna
  - Jean Peters (VF : Claire Guibert) : Susan
  - Gregory Ratoff : Behrman
  - Richard Garrick : le docteur
- Synopsis : À New York, Joanna tombe malade en raison du froid et sa sœur Susan prend soin d'elle. Le voisin et peintre Behrman vient apporter son aide en vendant une de ses toiles. La chute ou non de la dernière feuille d'un arbre à proximité sera un présage pour la guérison de Joanna.

### The Ransom of Red Chief
- Titre français : La Rançon de Chef Rouge
- Réalisation : Howard Hawks
- Scénario : Nunnally Johnson, Charles Lederer, Ben Hecht (non crédités)
- Image : Milton R. Krasner (non crédité)
- Montage : William B. Murphy (non crédité)
- Distribution :
  - Fred Allen : Sam
  - Oscar Levant : Bill
  - Kathleen Freeman (non créditée) : Mme Dorset
- Synopsis : Sam et Bill enlèvent un jeune homme mais celui-ci se révèle être bien plus malin qu'eux.

### The Gift of the Magi
- Titre français : Le Cadeau des rois mages
- Réalisation : Henry King
- Scénario : Walter Bullock et Philip Dunne (non crédité)
- Image : Joseph MacDonald (non crédité)
- Montage : Barbara McLean (non créditée)
- Distribution : 
  - Jeanne Crain : Della
  - Farley Granger : Jim
  - Fred Kelsey : M. Schultz / le père Noël
- Synopsis : Della et Jim sont très amoureux l'un de l'autre et n'ont pas sou qui vaille. Néanmoins, pour prouver son inconditionnel amour, chacun est prêt à tous les sacrifices.

## Autour du film
- O. Henry (1862-1910), de son vrai nom William Sidney Porter, est un auteur américain populaire, en particulier pour ses nouvelles dont beaucoup ont été adaptées pour l'écran.
- Dans la version originale du film, c'est l'écrivain John Steinbeck qui introduit chacun des sketches.
- Henry Koster est surtout connu pour avoir réalisé le premier film en Cinémascope, La Tunique (The Robe, 1953).
- L'épisode The Ransom of Red Chief de Howard Hawks fut si mal accueilli que le studio l'a retiré avant la sortie du film.[réf. souhaitée]